# Turistica – Visoka šola za turizem Portorož
Turistica – Visoka šola za turizem Portorož (kratica Turistica), s sedežem v Portorožu, je bila visoka šola, ki je bila članica Univerze na Primorskem.
Kot Visoko šolo za hotelirstvo in turizem (VŠHT) so jo leta 1994 ustanovili predstavniki slovenskega turizma.
Leta 2008 je bila preoblikovana v Fakulteto za turistične študije Portorož - Turistica.